# IZB - vereniging voor zending in Nederland

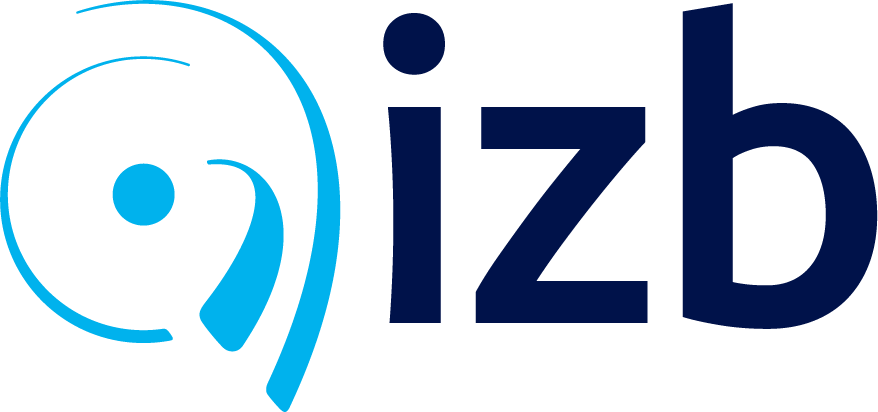
Logo van de IZB

De IZB is een missionaire organisatie binnen in de Protestantse Kerk in Nederland. Ze ondersteunt predikanten, kerkenraden en leden van plaatselijke kerken bij hun roeping om met woord en daad getuige te zijn van het evangelie van Jezus Christus. Daarnaast begeleidt ze missionair pionierswerk, de vorming van nieuwe geloofsgemeenschappen op plekken waar de kerk niet (meer) aanwezig is. 
De organisatie telt ca. 40 medewerkers (25 fte), van wie de meesten op locatie in het land werken. Het kantoor is gevestigd in ‘Het Pakhuis’ aan de Breestraat 59-61 in Amersfoort. 
Lees hier meer. 

## Werktakken
De organisatie is opgebouwd uit vier werktakken: 
IZB-Areopagus, het centrum voor contextuele en missionaire verkondiging, richt zich via publicaties, trainingen en cursussen op de toerusting en nascholing van predikanten;
IZB-Focus, biedt plaatselijke kerken gedurende een langere periode een gestructureerde praktijkgerichte missionaire toerusting;  
IZB-Impact, ondersteuning en begeleiding van missionaire werkers/predikanten in pioniersplekken;
IZB-Vandaag, apps en podcasts, o.a. de IZB-Connect-app en de podcastseries van ‘Eerst Dit’ (samen met de Evangelische Omroep).

## Beknopte geschiedenis
De IZB werd in 1935 opgericht als organisatie binnen de Nederlandse Hervormde Kerk. Op de geboortepapieren van de IZB prijkt de datum 27 november 1935, de ‘doopnaam’ luidde ‘Hervormde Bond voor Inwendige Zending op gereformeerde grondslag’. In de twintigste eeuw is de organisatie vaak aangeduid als ‘inwendige zendingsbond’; sinds 2006 is de officiële tenaamstelling IZB, vereniging voor zending in Nederland. 
In die naamswijziging klinkt ook de veranderende taakopvatting door. In de beginperiode richtte de bond zich op de ondersteuning van hervormd-gereformeerde ‘evangelisatieposten’ in met name de drie noordelijke provincies en Noord-Holland. ‘Het evangelie moet onverkort, naar Schrift en Belijdenis, daar gebracht worden waar het niet meer wordt gehoord’, was de inzet van de oprichters. Daarnaast wilden ze kerkenraden en gemeenten ‘stimuleren om hun zendingstaak te verstaan’.
In de naoorlogse jaren maakte de IZB een begin met evangelisatiewerk in de grote steden, Amsterdam, Rotterdam, Den Haag en Utrecht. De massale secularisatie in de naoorlogse decennia maakte dat Nederland zelf zendingsland was geworden. Richtte de IZB zich in de beginjaren nog op de gedoopten die van de kerk vervreemd waren, steeds vaker kwamen degenen in beeld die helemaal geen band met de kerk hadden gekend. De organisatie richtte zich op de ondersteuning van plaatselijke gemeenten bij hun roeping om in woord en daad getuige te zijn van Jezus Christus.  
Vanaf de jaren zeventig raakte de term ‘missionair gemeente-zijn’ ingeburgerd. De toerusting en vorming van gemeenteleden werd een belangrijke taak van de IZB, onder andere via conferenties en cursussen. 

## Verwante organisaties
De IZB werkt nauw samen met de landelijke kerk en met diverse andere organisaties op het gebied van zending en missionair werk, zoals de GZB, HGJB en Gereformeerde Bond.
In haar lange geschiedenis fungeerde de IZB ook regelmatig als bakermat van andere organisaties. Zo werd in 1978 de stichting voor verbreiding van het evangelie onder moslims opgericht, die later verzelfstandigd verder ging onder de naam ‘Evangelie en moslims, stichting voor getuigenis en dienst aan moslims in Nederland’. 
Begin jaren ’90 nam de IZB het initiatief tot het Missionair Diaconaal Centrum ‘De Herberg’. 'De Herberg' is een opvanghuis in Oosterbeek waar mensen de balans in hun leven kunnen (her)vinden.
In de jaren ’90 was de IZB samen met Youth for Christ en de Evangelische Alliantie betrokken bij de Alphacursus in Nederland.
De IZB was jaren uitgever van het evangelisatieblad ‘Echo’, die in de wandelgangen ‘de papieren evangelist’ werd genoemd. Het maandblad verscheen voor het eerst in 1953 en zou meer dan zestig jaargangen beleven. Vooral de Paas- en Kerstedities kenden een hoge oplage (in de bloeiperiode rond de 200.000 ex.). In 2020 werd het tijdschrift opgeheven.
Ter ondersteuning van het werk gaf de IZB brochures en bijbelstudieboekjes uit. De tak groeide zelfs uit tot een eigen boekhandel en uitgeverij, waarvan het batig saldo ten goede kwam aan de doelstelling van de organisatie. In 2014 werd de boekhandel opgeheven, de uitgeverij was enkele jaren daarvóór al afgebouwd. Commerciële marktpartijen hadden de taak overgenomen.

## ANBI - CBF

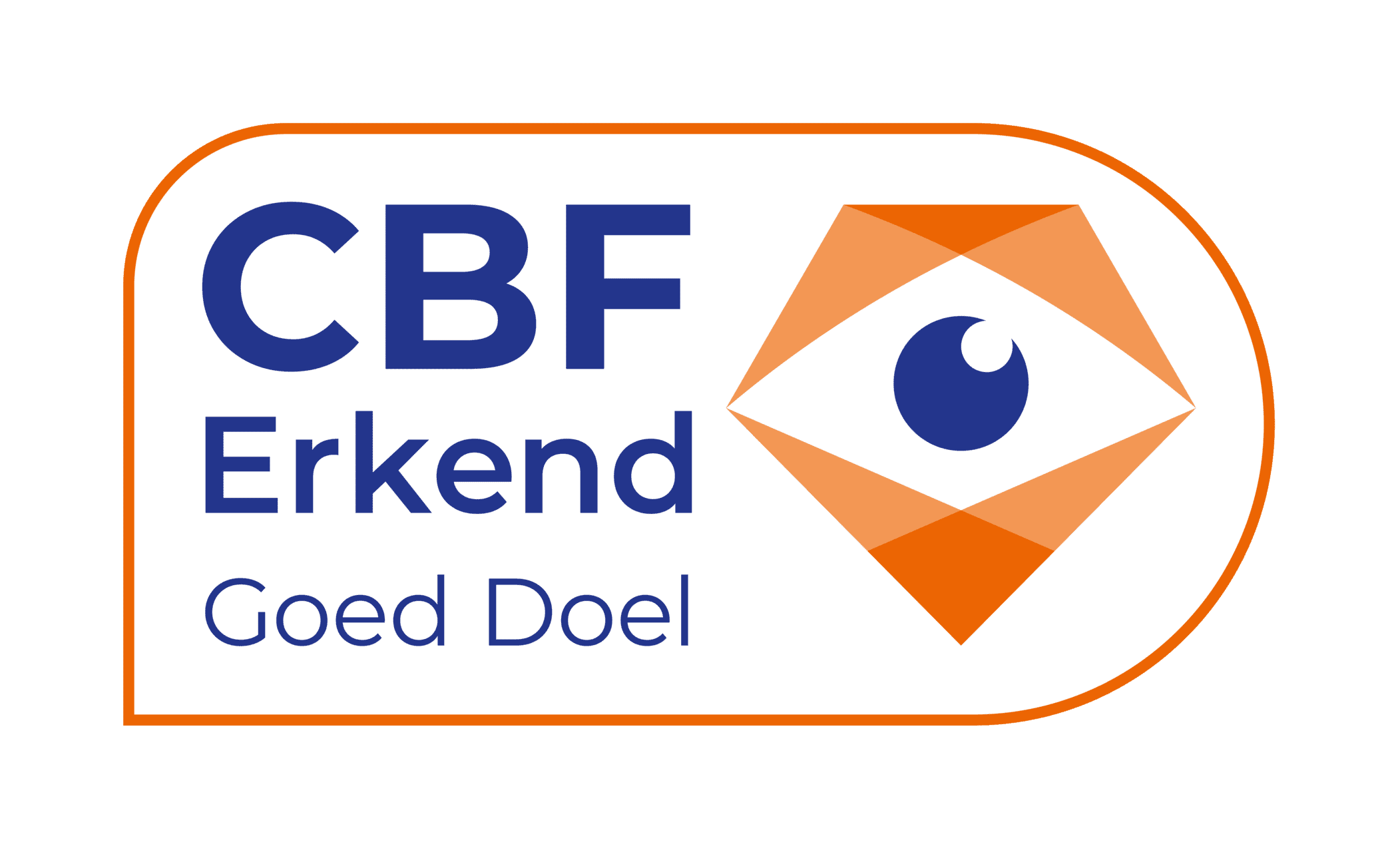

De IZB heeft een ANBI-status en een keurmerk van het Centraal Bureau Fondsenwerving.
Het laatste jaarverslag is te downloaden via de website www.izb.nl
- Website IZB